# Nissan Kicks
Nissan Kicks – samochód osobowy typu crossover klasy subkompaktowej produkowany pod japońską marką Nissan od 2016 roku.

## Historia i opis modelu

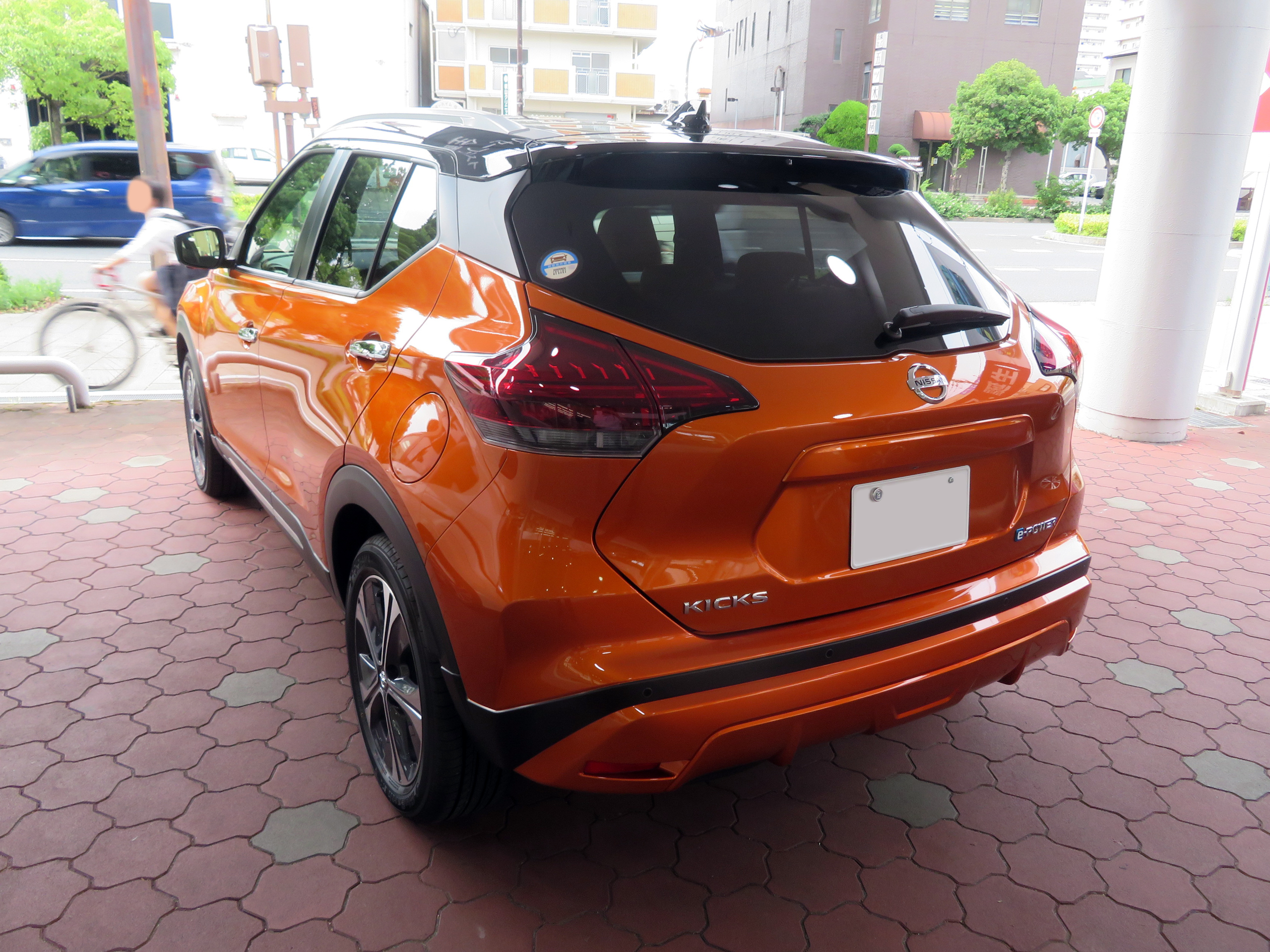
Nissan Kicks – tył

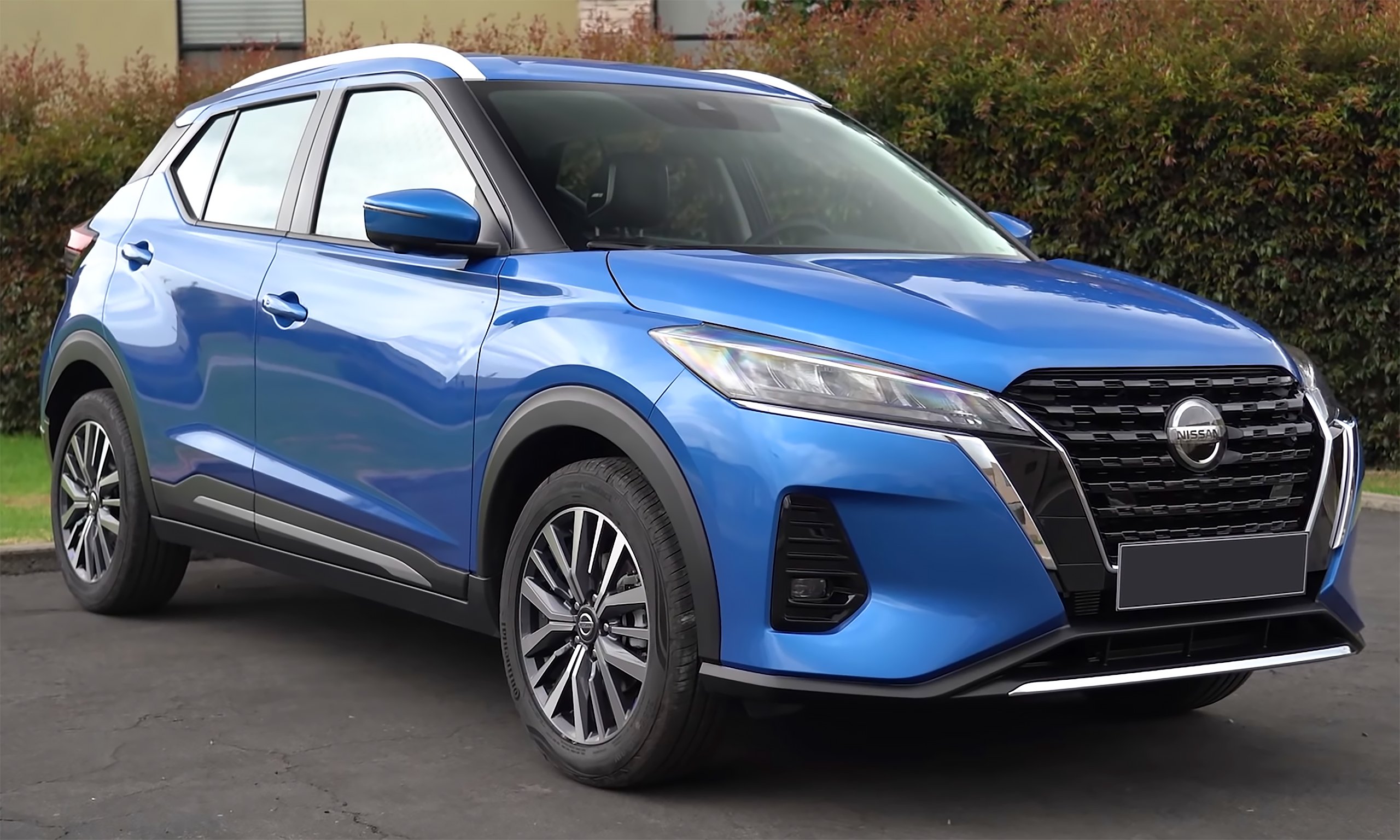
Nissan Kicks po liftingu

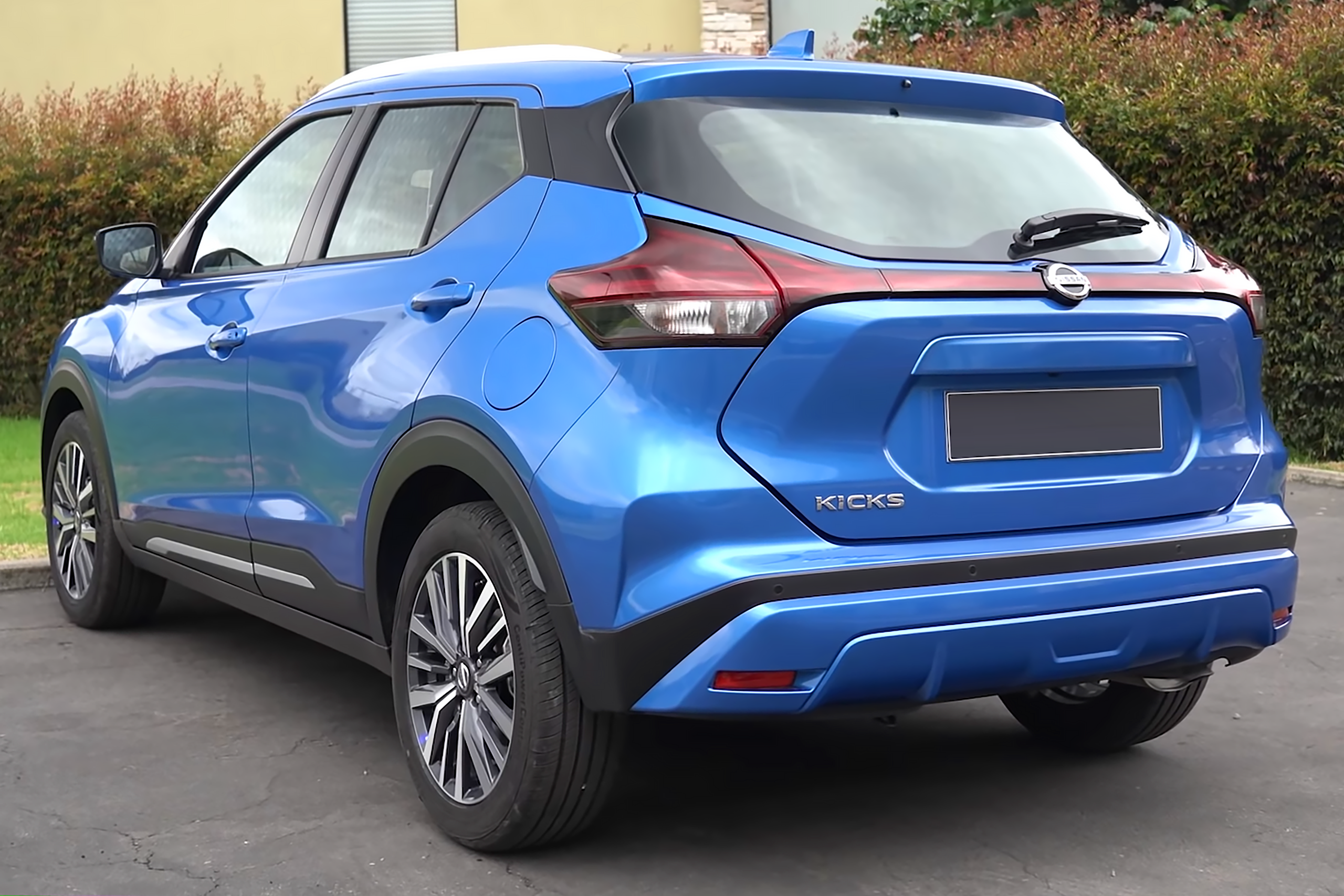
Nissan Kicks – tył po liftingu

W 2014 roku samochód został zaprezentowany jako model koncepcyjny. Oficjalnie zaprezentowano w 2016 roku w celu promowania Letnich Igrzysk Olimpijskich w 2016, których Nissan był głównym sponsorem. W lipcu 2017 rozpoczęła się produkcja w Chinach.
Kicks zadebiutował w Ameryce Północnej pod koniec listopada 2017 w Los Angeles Auto Show i trafił do sprzedaży w czerwcu 2018 roku, zastępując Nissana Verso Note. Wersja północnoamerykańska jest produkowana w mieście Aguascalientes w Meksyku.
Jest wyposażony w standardowy system audio z ekranem dotykowym z Bluetooth do rozmów w trybie głośnomówiącym i bezprzewodowego przesyłania dźwięku stereo, posiada również integrację USB oraz wyświetlacz kamery cofania. Modele z wyższej półki oferują również ulepszony system informacyjno-rozrywkowy Apple CarPlay i integrację ze smartfonem Android Auto, a także system audio Bose premium ze wzmacniaczem, który obejmuje małe głośniki zamontowane w przednich zagłówkach. Modele na rynek północnoamerykański oferują również radio satelitarne Sirius XM w większości modeli. Samochód nie jest oferowany na rynku polskim i europejskim.

### Kicks e-Power
15 maja 2020 wprowadzono do oferty Kicksa e-Powera, który jest produkowany w Samut Prakan. Samochód w Japonii miał premierę 24 czerwca 2020, w Singapurze 9 lipca 2020, w Indonezji 2 września 2020, na Filipinach 12 sierpnia 2022, a na rynek amerykański wprowadzono 10 września 2021, z okazji 60. rocznicy obecności Nissana na rynku meksykańskim.

### Lifting
W grudniu 2020 roku przeprowadzony został lifting. Zmodyfikowano m.in. zderzak i przednią maskę. Wewnątrz otrzymał podłokietnik, większy ekran dotykowy i elektroniczny hamulec postojowy. Poliftingowy Kicks trafił do sprzedaży w Ameryce Północnej w lutym 2021.

### Bezpieczeństwo
Kicks w najbardziej podstawowej konfiguracji latynoamerykańskiej z 2 poduszkami otrzymał 4 gwiazdki dla dorosłych pasażerów i dla małych dzieci od Latin NCAP w 2017 roku.

### Wersja indyjska

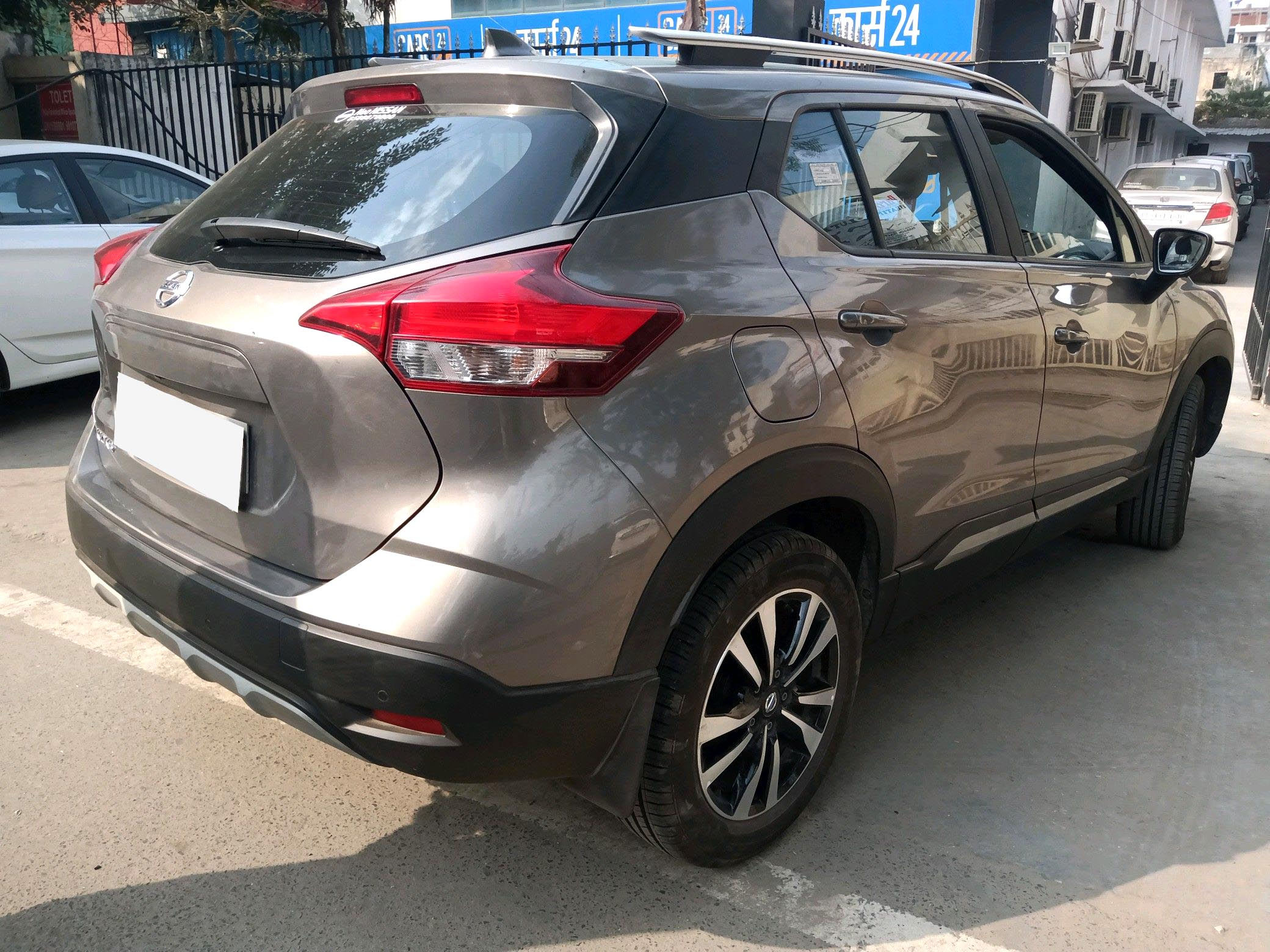
Nissan Kicks wersja indyjska – tył

Kicks na rynek indyjski trafił 22 stycznia 2019, zastępując Nissana Terrano oraz zmodernizowaną Dacię Duster I. Samochód w wersji indyjskiej jest oparty na platformie z Dacią Duster i Renault Captur.
Początkowo Nissan Kicks w Indiach był oferowany z wolnossącym silnikiem H4K/HR15DE oraz silnikiem wysokoprężnym K9K. W maju 2020 silnik K9K został wycofany z powodu wprowadzenia norm emisji Bharat Stage 6, oferując jednocześnie silnik HR13DDT z technologią powlekania cylindrów, zapożyczoną z silnika Nissana GT-R jako zastąpienie. Silnik turbo ma moc 156 KM i 254 Nm, który według Nissana jest najmocniejszy w swoim segmencie. Po raz pierwszy silnik jest też oferowany z opcją skrzyni biegów X-Tronic CVT.
W ramach działań marketingowych Kicks został oficjalnym samochodem Pucharu Świata w Krykiecie 2019.